# Marko Brest
Marko Brest (* 8. Mai 2002) ist ein slowenischer Fußballspieler. Seit 2023 steht der Außenstürmer beim NK Olimpija Ljubljana unter Vertrag.

## Sportlicher Werdegang
Brest entstammt der Jugend des NK Drava Ptuj. Für den seinerzeitigen Zweitligisten debütierte er 2019 im Erwachsenenbereich und kam in der Folge unregelmäßig zum Einsatz. 2021 wechselte er zum NK Aluminij in die erstklassige Slovenska Nogometna Liga. Dort gehörte er in der Spielzeit 2021/22 auf Anhieb zum erweiterten Stammspielerkreis und bestritt 30 der 36 Saisonspiele, wenngleich er bei 19 Saisoneinsätzen eingewechselt wurde. Am Saisonende verpasste er mit dem Klub den Klassenerhalt, mit fünf Toren und vier Torvorlagen in der Zweitligasaison 2022/23 war er jedoch maßgeblich an der Vizemeisterschaft hinter dem NK Rogaška beteiligt. Beim 3:1-Hinspielerfolg gegen ND Gorica in den Relegationsspielen erzielte er ebenfalls ein Tor, nach einem 1:1-Remis im Rückspiel gelang der direkte Wiederaufstieg. Im Frühjahr 2023 debütierte er zudem in der slowenischen U-21-Nationalmannschaft.
Im Sommer 2023 wechselte Brest zum amtierenden Meister NK Olimpija Ljubljana. In der Erstliga-Spielzeit 2023/24 kam ihm hauptsächlich die Rolle eines Ergänzungsspielers zu, als er in 26 Ligaspielen mit vier Saisontoren zum dritten Tabellenplatz beitrug. Beim Gewinn der Meisterschaft in der folgenden Saison war er zeitweise Stammspieler, parallel erreichte er mit der Mannschaft in der UEFA Conference League 2024/25 zudem die Gruppenphase und schied erst in den Play-offs zum Achtelfinale gegen FK Borac Banja Luka aus. Im Sommer 2025 nahm er mit der U-21-Auswahl an der U-21-Europameisterschaft 2025 teil.